# Lista de prefeitos de Siderópolis
Esta é a lista de prefeitos e vice-prefeitos de Siderópolis, município brasileiro do estado de Santa Catarina:
| N  | Nome                       | Partido | Vice-prefeito                                     | Início do mandato       | Fim do mandato         | Observação                                                              |
| -- | -------------------------- | ------- | ------------------------------------------------- | ----------------------- | ---------------------- | ----------------------------------------------------------------------- |
| 1  | João Caruso MacDonald      | UDN     | —                                                 | 31 de janeiro de 1959   | 30 de outubro de 1959  | Prefeito nomeado pelo Governador Heriberto Hülse                        |
| 2  | Manoel Garcia              | PTB     | —                                                 | 30 de outubro de 1959   | 3 de junho de 1964     | Prefeito eleito em sufrágio universal, cassado após a Revolução de 1964 |
| —  | Vamor Freccia              | UDN     | —                                                 | 4 de junho de 1964      | 30 de outubro de 1964  | Presidente da Câmara no cargo de titular interinamente                  |
| 3  | Hugo Stopazzolli           | UDN     | —                                                 | 31 de outubro de 1964   | 31 de janeiro de 1966  | Prefeito eleito indiretamente pela Câmara de Vereadores                 |
| 4  | Jorge Biff                 | UDN     | —                                                 | 1° de fevereiro de 1966 | 31 de janeiro de 1970  | Prefeito eleito em sufrágio universal                                   |
| 5  | Raulino Cesa               | ARENA   | Davide Conti                                      | 1° de fevereiro de 1970 | 31 de janeiro de 1973  | Prefeito e vice eleitos em sufrágio universal                           |
| 6  | Plínio Bonassa             | ARENA   | Benito Fontanella                                 | 1° de fevereiro de 1973 | 31 de janeiro de 1977  | Prefeito e vice eleitos em sufrágio universal                           |
| 7  | Zelindo Trento             | ARENA   | João Sonego                                       | 1° de fevereiro de 1977 | 31 de janeiro de 1983  | Prefeito e vice eleitos em sufrágio universal                           |
| 8  | Dilnei Rossa               | PDS     | Sílvio Levatti (PDS)                              | 1° de fevereiro de 1983 | 31 de dezembro de 1988 | Prefeito e vice eleitos em sufrágio universal                           |
| 9  | José Antônio Périco        | PMDB    | Irineu Losso (PMDB)                               | 1° de janeiro de 1989   | 31 de dezembro de 1992 | Prefeito e vice eleitos em sufrágio universal                           |
| 10 | Lúcio Ubialli              | PMDB    | João Antônio Aléssio (PDS)                        | 1° de janeiro de 1993   | 31 de dezembro de 1996 | Prefeito e vice eleitos em sufrágio universal                           |
| 11 | Dilnei Rossa               | PFL     | Marcos Luiz Porfírio Feltrin (PFL)                | 1° de janeiro de 1997   | 31 de dezembro de 2000 | Prefeito e vice eleitos em sufrágio universal                           |
| 12 | José Antônio Périco        | PMDB    | João Antônio Aléssio (PMDB)                       | 1° de janeiro de 2001   | 31 de dezembro de 2004 | Prefeito e vice eleitos em sufrágio universal                           |
| 13 | Douglas Warmling, Guinga   | PP      | Sérgio Francisco Giongo (PDT)                     | 1° de janeiro de 2005   | 31 de dezembro de 2008 | Prefeito e vice eleitos em sufrágio universal                           |
| 13 | Douglas Warmling, Guinga   | PP      | Elvi Donadel (PDT)                                | 1° de janeiro de 2009   | 31 de dezembro de 2012 | Prefeito reeleito e vice eleito em sufrágio universal                   |
| 14 | Helio Roberto Cesa, Alemão | PMDB    | Roni Remor, Lilo (PSD)                            | 1° de janeiro de 2013   | 31 de dezembro de 2016 | Prefeito e vice eleitos em sufrágio universal                           |
| 14 | Helio Roberto Cesa, Alemão | PMDB    | Alexandre Feltrin Fernandes, Xande Feltrin (PMDB) | 1° de janeiro de 2017   | 31 de dezembro de 2020 | Prefeito reeleito e vice eleito em sufrágio universal                   |
| 15 | Ângelo Franqui Salvaro     | PSDB    | Adriano Teixeira (PSDB)                           | 1° de janeiro de 2021   | 31 de dezembro de 2024 | Prefeito e vice eleitos em sufrágio universal                           |
| 15 | Ângelo Franqui Salvaro     | PSD     | Rafael Gustavo Frello (PL)                        | 1° de janeiro de 2025   | Atualidade             | Prefeito reeleito e vice eleito em sufrágio universal                   |